# 仙巌園駅
仙巌園駅（せんがんえんえき）は、鹿児島県鹿児島市吉野町にある、九州旅客鉄道（JR九州）日豊本線の駅である。駅名は近隣にある仙巌園（国指定名勝）にちなむ。

## 歴史
2017年（平成29年）に日豊本線竜ケ水駅から鹿児島駅の間にある仙巌園付近に仮称「磯駅」の設置を検討する鹿児島市の協議会が設置された。駅の設置目的としては交通手段に乏しい観光拠点である磯地区への交通手段の改善が挙げられており、経済効果は57億円との試算がなされた。2018年（平成30年）11月28日に鹿児島市の協議会により新駅は設置可能との方針が示された。2019年（平成31年・令和元年）に経済団体を中心とした「磯新駅設置推進協議会」が設立され、同年12月には磯新駅設置推進協議会が鹿児島県知事に対して新駅設置要望書を提出した。
2020年4月には新駅設置の事業主体として鹿児島経済同友会などの経済団体、鹿児島県、鹿児島市が参加する「磯新駅設置協議会」が設置された。施設整備費は主に民間が負担し、鹿児島県、鹿児島市も一部を負担する計画となった。2021年（令和3年）3月31日付で磯新駅設置協議会とJR九州の間で覚書が交換された。駅前広場と周辺道路を含む総整備費は約12億3,000万円を見込み、国（国庫補助を含む）が4億4,000万円、鹿児島市と鹿児島県がそれぞれ2億7,500万円、島津興業（仙巌園の運営会社）が2億4,000万円を負担する。駅単体での整備費は約4億円で、島津興業が2億4,000万円、市が7,500万円、県が8,500万円を負担する。駅前広場と鹿児島市道改良の総整備費は約2億6,000万円（国庫補助を含む）、国道10号の総整備費は約5億6,000万円で国が3億7,000万円、県が1億9,000万円を負担する。なお、JR九州は負担しない。
磯新駅設置協議会は2023年（令和5年）10月に駅名の公募を実施し、駅名候補の中から「仙巌園前」、「磯仙巌園」、「仙巌園」の3案について2月1日にJR九州へ駅名案として提出した。2024年（令和6年）3月26日に駅の名称を「仙巌園駅」とすることが決定され、翌27日に発表された。JR九州社長の古宮洋二は記者会見において「仙巌園が一番シンプルで、来る人にとってわかりやすい」と選定理由を述べた。

### 年表
- 2021年（令和3年）：3月31日付で磯新駅設置協議会とJR九州が覚書を交換[1]。当時の仮駅名は「磯新駅」であった。
- 2024年（令和6年）3月26日：駅名を決定[2]。翌27日に発表[3]。
- 2025年（令和7年）3月15日：開業[15]。

## 駅構造
単式ホーム1面1線を有する地上駅。ホームは4両編成までに対応する。無人駅。
国道10号の渋滞を防ぐ目的で踏切の遮断時間を短くする関係上、午前7時から午前9時までの間、下りの普通列車4本が当駅を通過する。

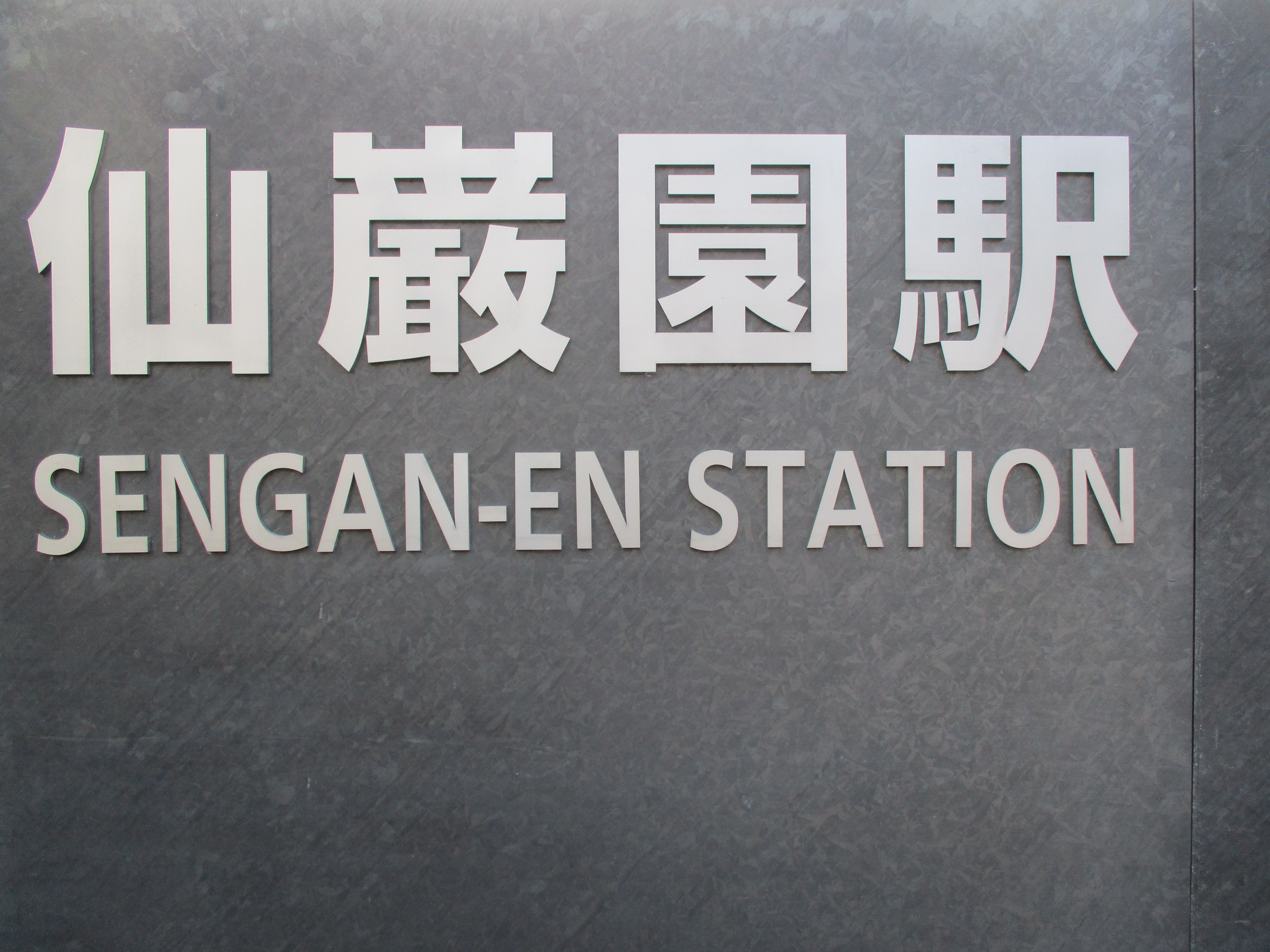
駅名板
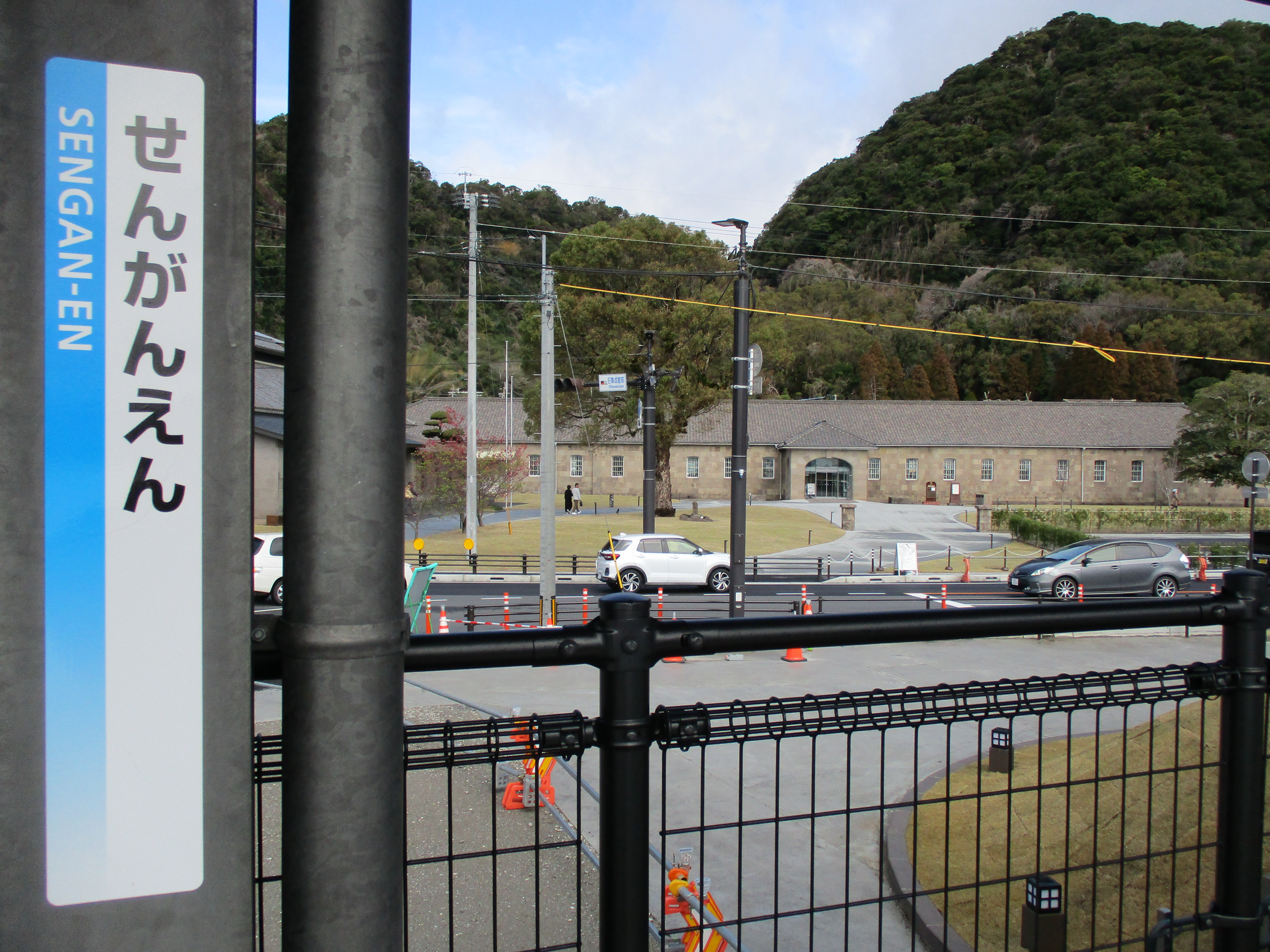
駅名標（背後は世界遺産の尚古館）
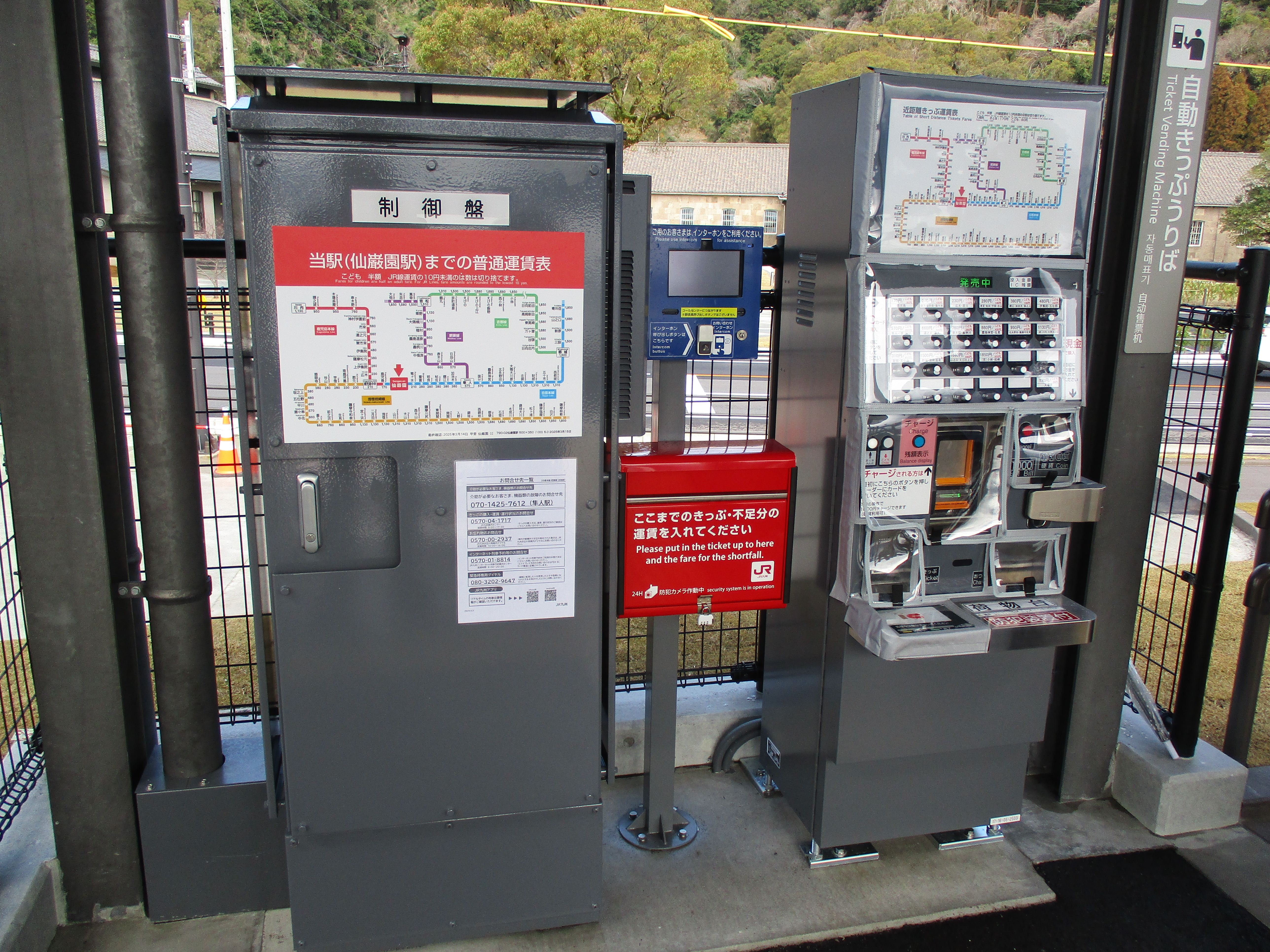
運賃表と券売機
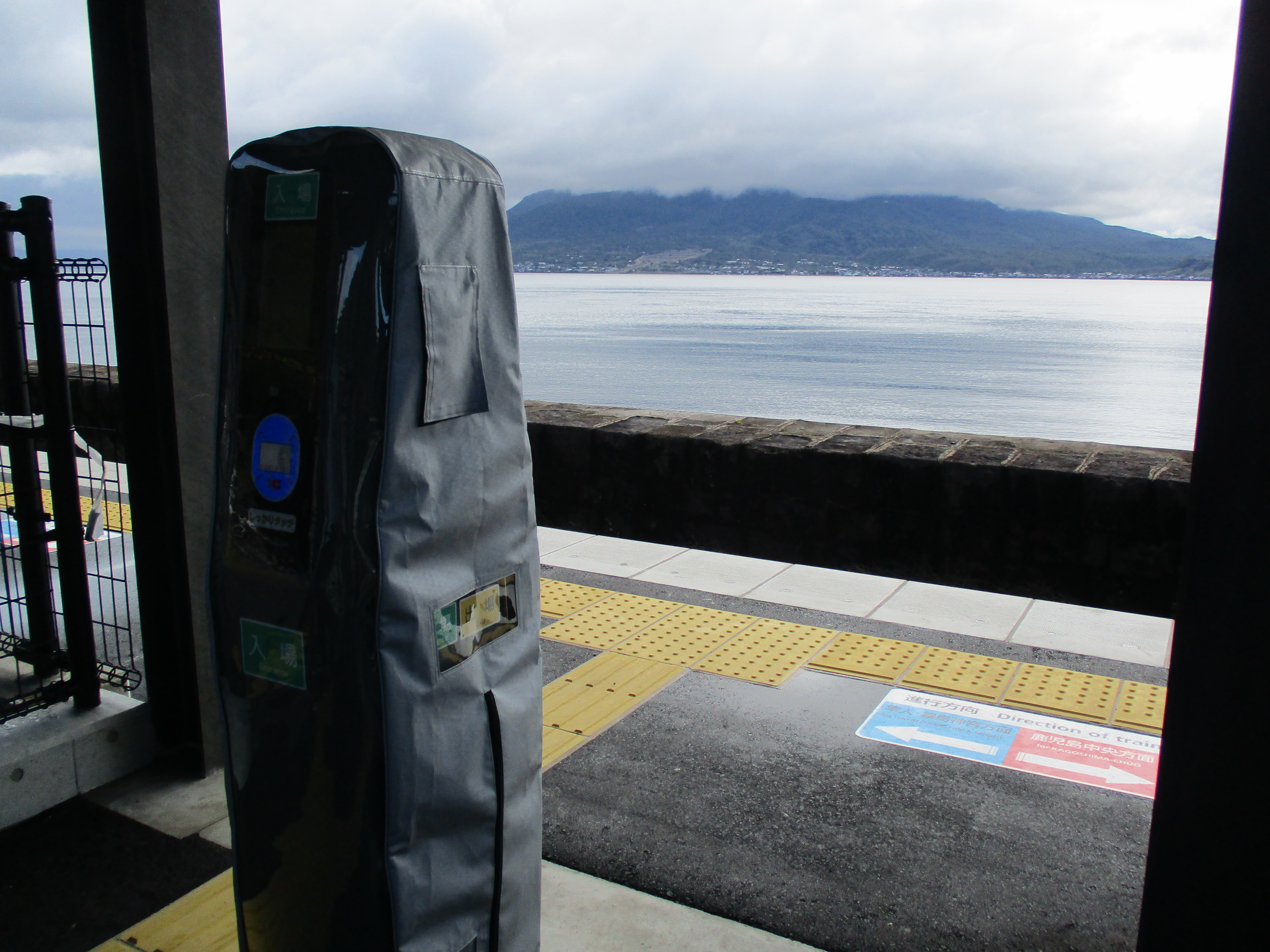
交通系ICカード対応改札（波避けカバー装着）
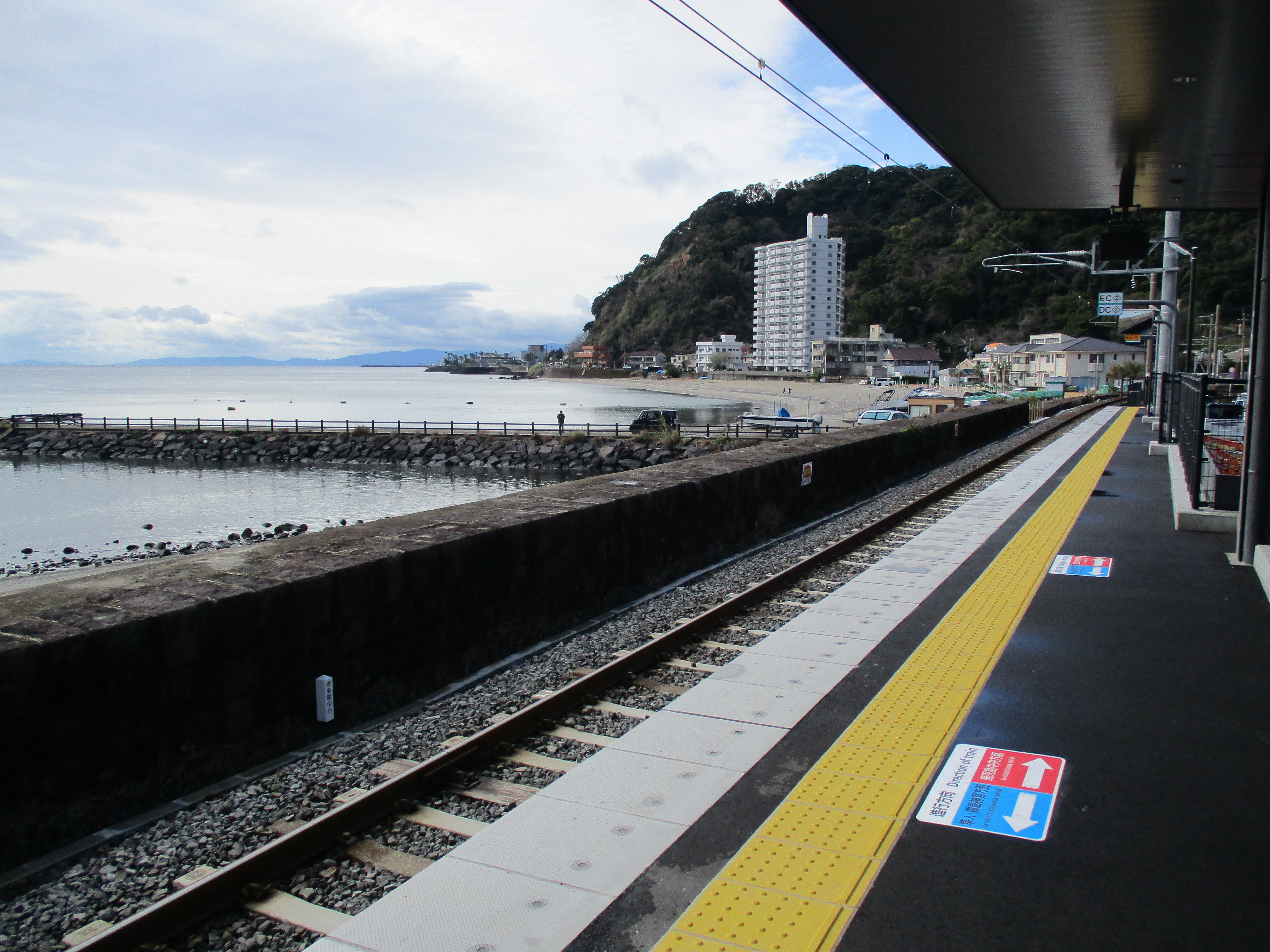
ホーム（鹿児島方向き）
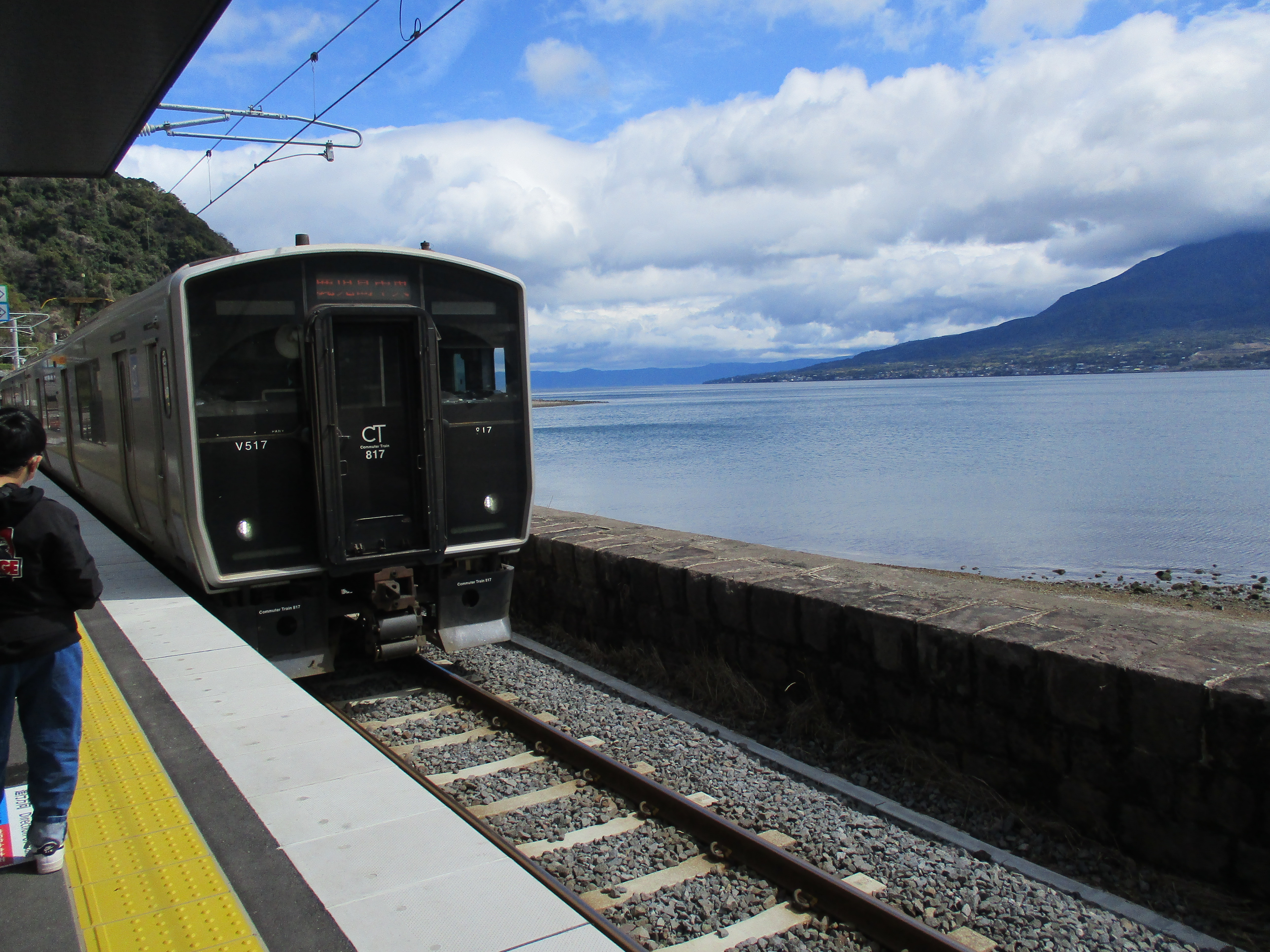
竜ケ水方面からの列車入線

## 建築制限

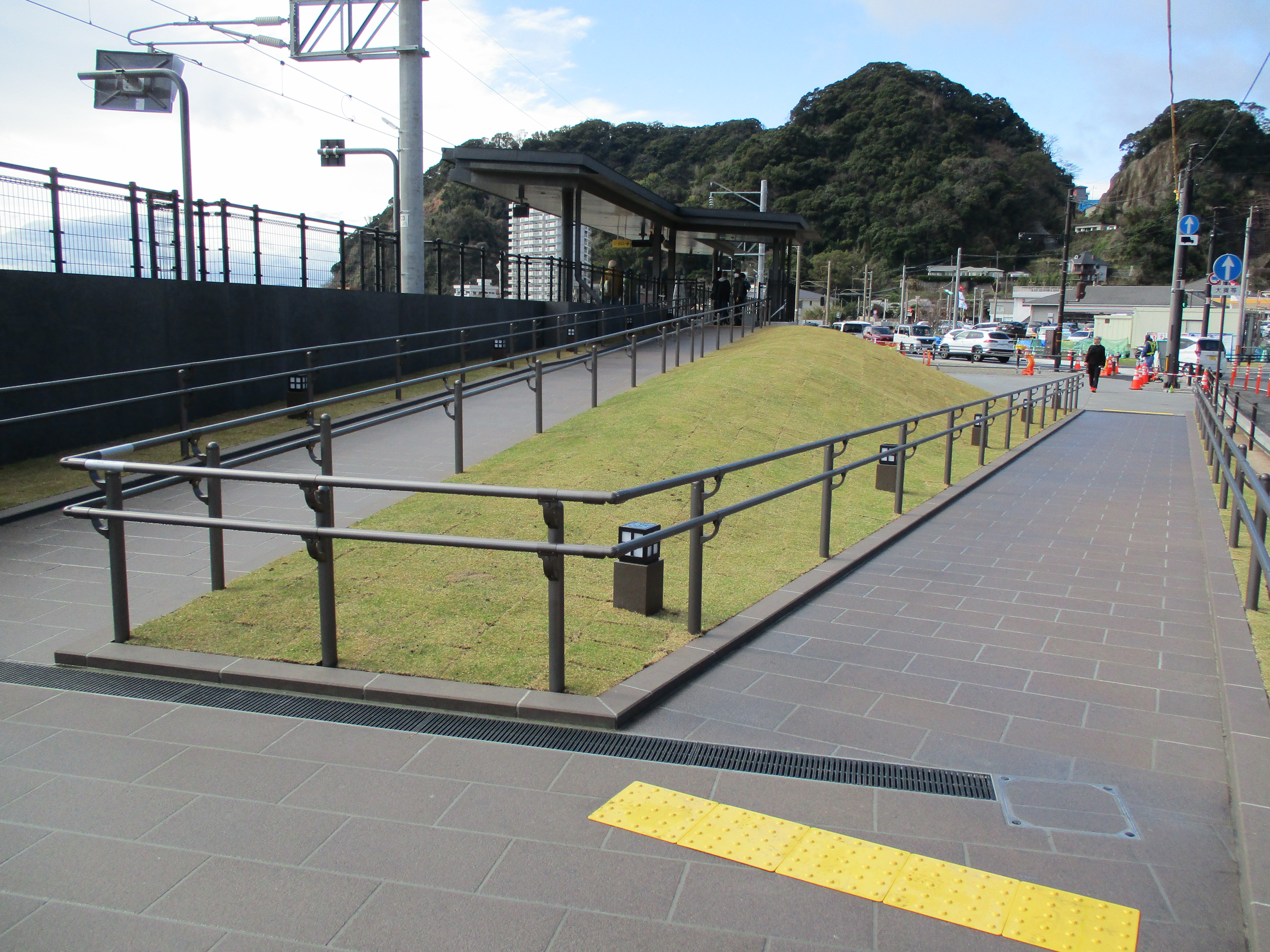
地下遺構保護を兼ねたアプローチスロープ

仙巌園駅建設予定地は、文化財保護法での名勝である仙巌園と借景としての錦江湾および桜島の間に立地する景観保全地であり、世界遺産「明治日本の産業革命遺産 製鉄・製鋼、造船、石炭産業」の緩衝地帯（バッファゾーン）としての開発規制区域でもあることから、駅舎の外観デザインや配色については厳しく制限される。そのため完成予想図を文化庁やユネスコ世界遺産センターおよび世界遺産委員会へ提出し、承諾を得る必要がある。また、駅建設予定地は集成館に伴う周知の埋蔵文化財包蔵地であり、2022年に遺構の存在を確認する試掘調査を実施したところ、石造倉庫の地盤となる人工的に地固めした痕跡を検出したことから、駅建設に際しては地中の埋蔵文化財を傷めない基礎工事を行わなくてはならない。

## バス路線

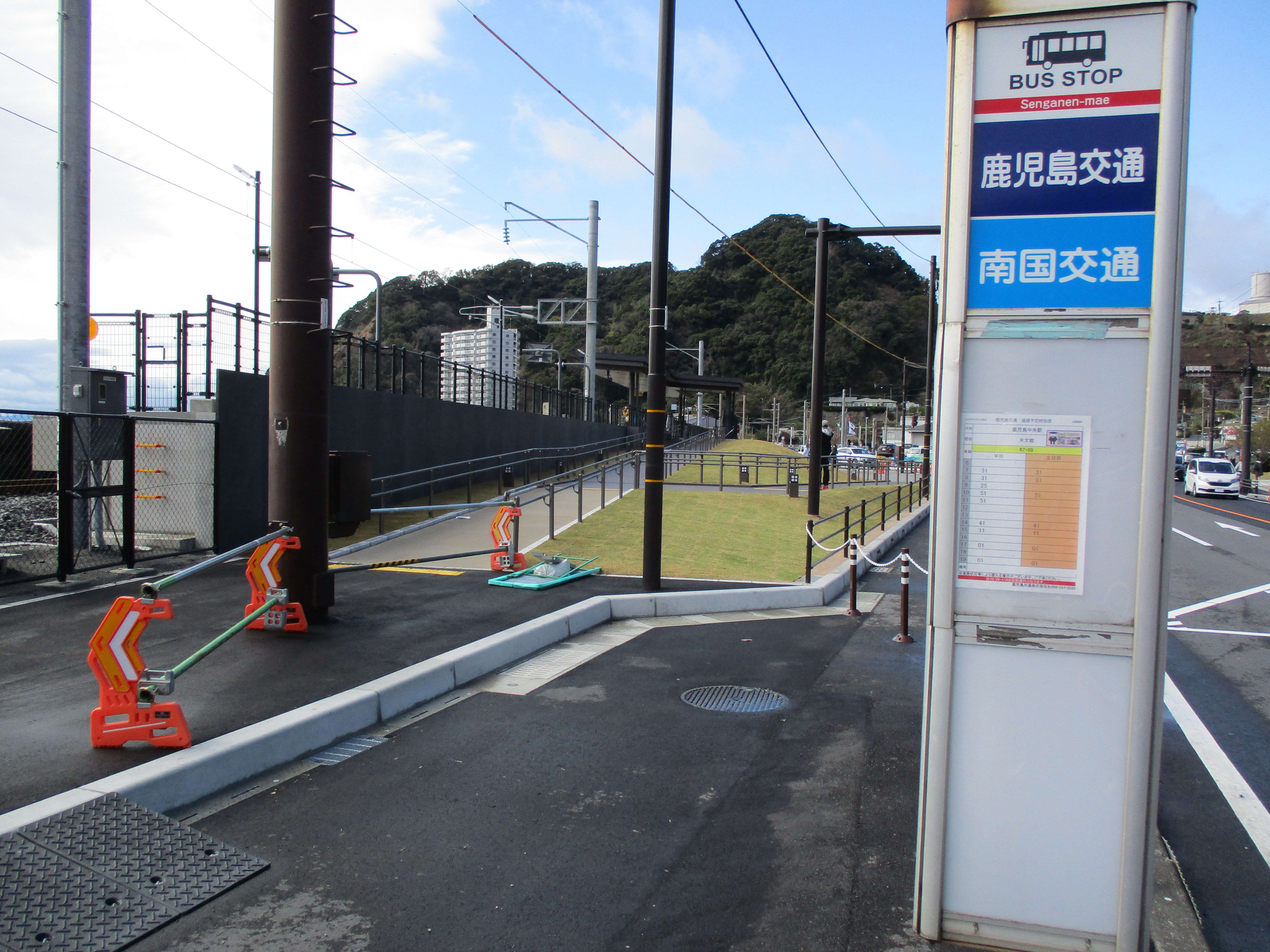
仙巌園前バス停（鹿児島中央駅方面、2025年3月16日）

最寄りのバス停留所は、国道10号上にある鹿児島交通・南国交通の仙巌園前と、仙巌園の正門前にある鹿児島市交通局（カゴシマシティビュー）の仙巌園（磯庭園）前である。
仙巌園前停留所の鹿児島中央駅方面のりばは、当駅の整備に伴い路肩から駅用地内に入り込むバスベイ（バス寄せ）が用意されたものの、バス停標識（ポール）の移設について、南国交通は同意する一方で鹿児島交通が渋滞対策の不備を理由に反発、鹿児島県バス協会を通じて移設を承諾できない旨を回答した。この結果、駅開業時点ではバス停は旧来の位置に残ったままとなり、その先での左折レーンのためバスの発着がある度に渋滞が生じることとなった。国土交通省九州地方整備局鹿児島国道事務所は駅開業前後の3度に渡り、鹿児島県バス協会に移設勧告を行ったものの応じなかったため、2025年8月6日に道路法に基づく移転措置命令の監督処分を実施している。

## 駅周辺

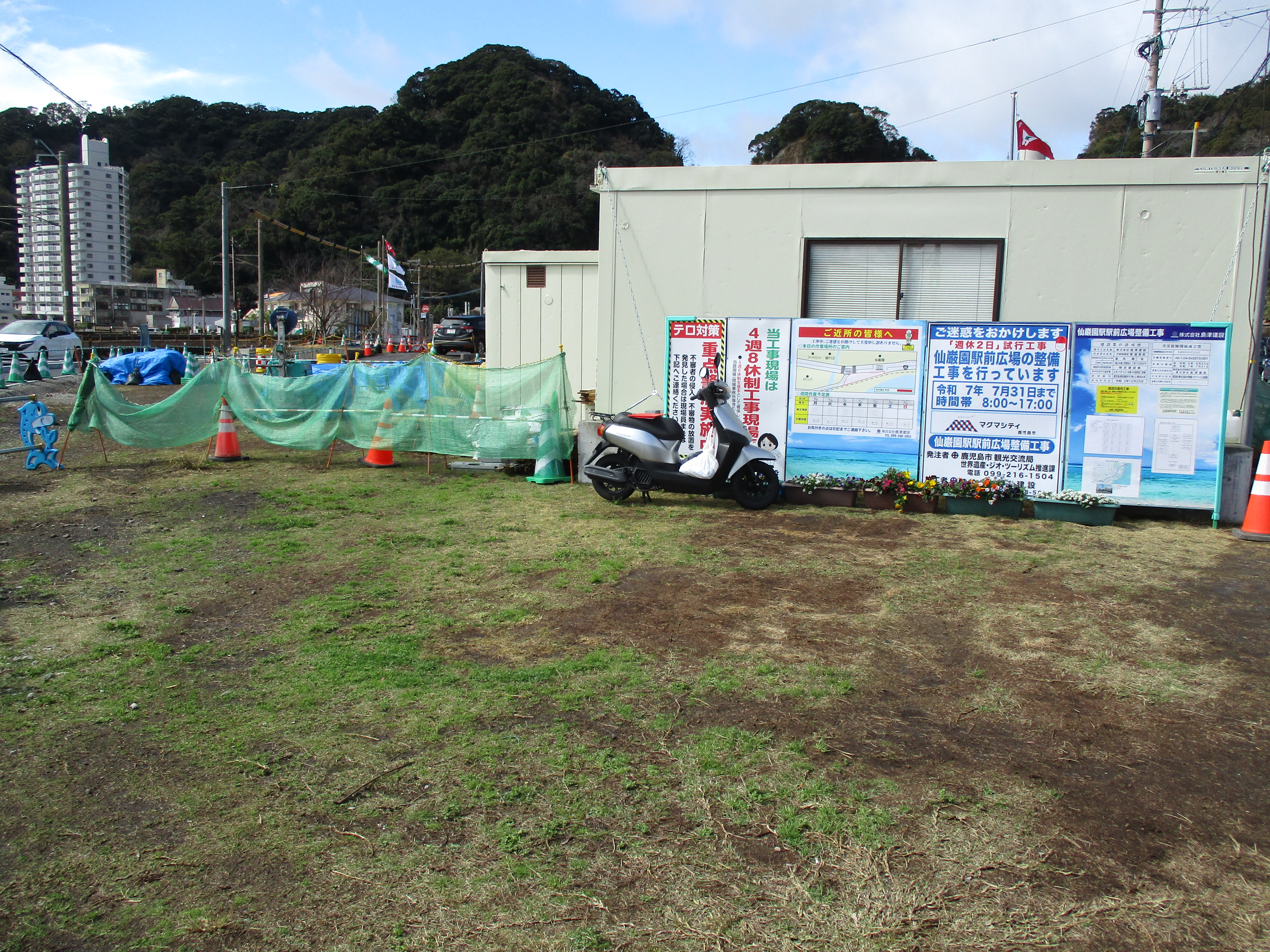
駅前広場整備工事

- 仙巌園
- 磯海水浴場[22]
- 尚古集成館[22]
- 国道10号

## 隣の駅
九州旅客鉄道（JR九州）
■日豊本線（一部の下り列車は当駅通過）
重富駅 - 竜ケ水駅（※） - 仙巌園駅 - 鹿児島駅
（※）一部の列車は竜ケ水駅を通過する。